# Chemins de fer départementaux du Tarn

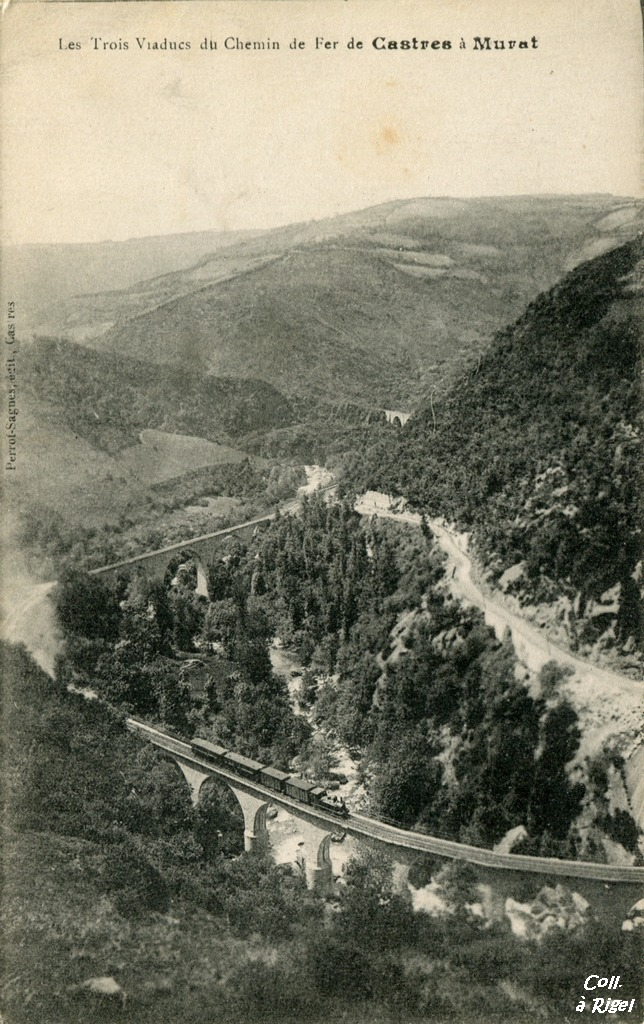
Les trois viaducs du chemin de fer de Castres à Murat

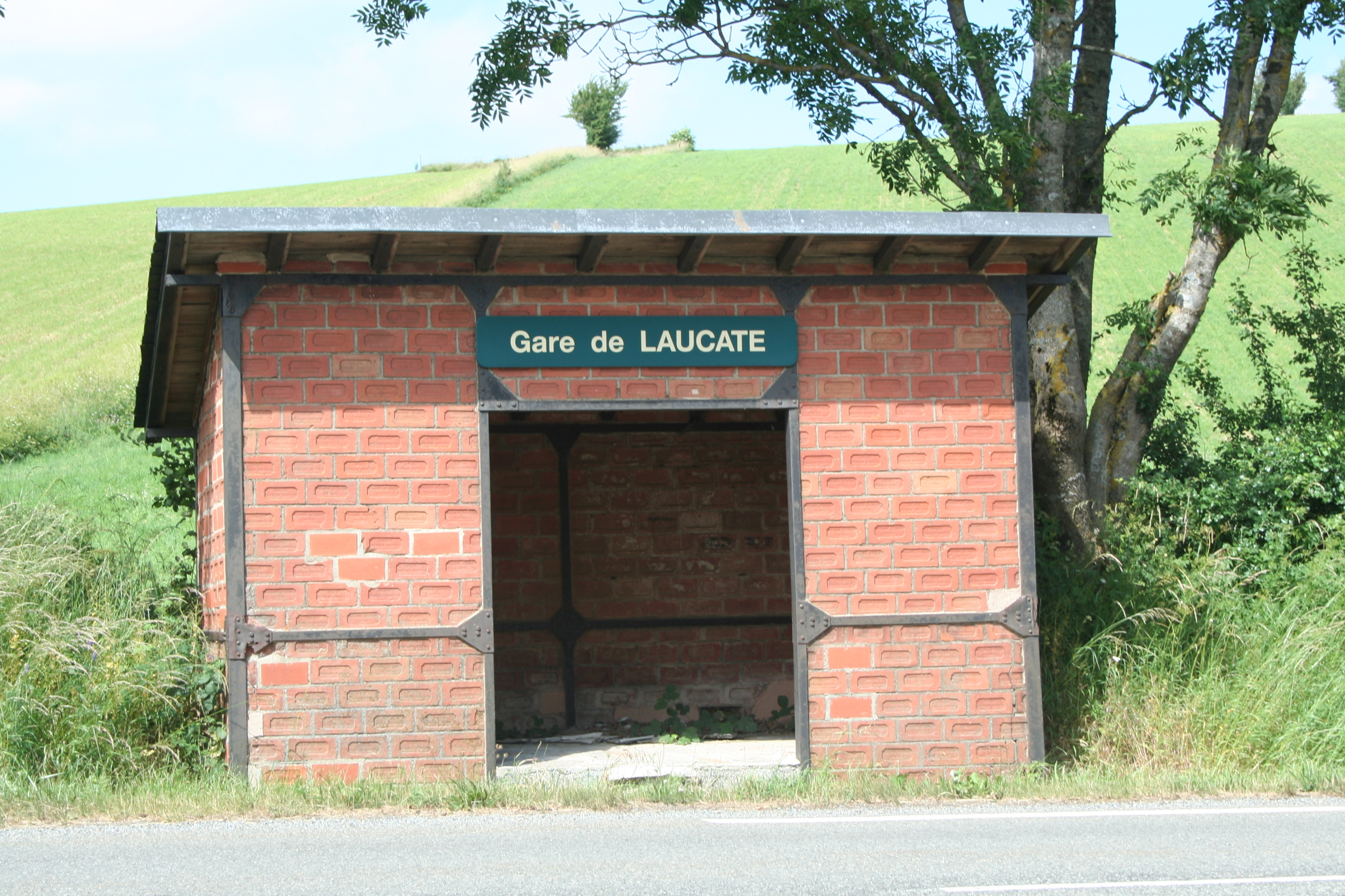
gare de Laucate

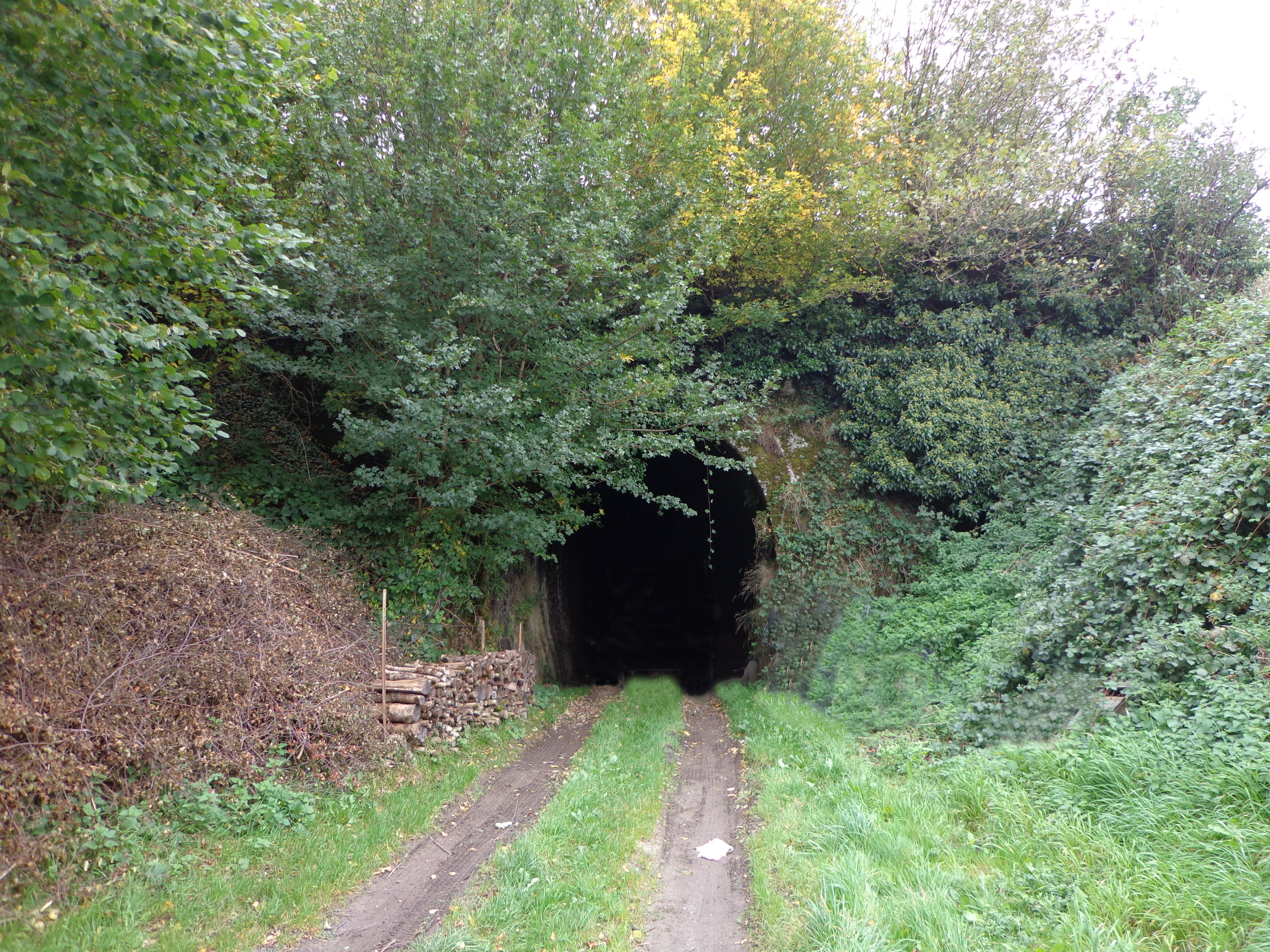
Le tunnel de Lacaune.

Les chemins de fer départementaux du Tarn formaient un réseau à voie métrique de 150 km, comprenant deux groupes de lignes dans le département du Tarn:
- le groupe Nord autour d'Albi
- le groupe Sud autour de Castres

## Histoire

### Origine
Le réseau est déclaré d'utilité publique le 3 avril 1901 L'ensemble de ces lignes est ouvert entre 1905 et 1911. Le réseau Nord disparait le 31 mars 1939 et le réseau Sud le 31 décembre 1962.

### La Compagnie des chemins de fer départementaux du Tarn (CFDT)
Elle est créée en 1902 et se substitue au concessionnaire initial, la compagnie centrale des chemins de fer et tramways.

### Voies ferrées départementales du Midi (VFDM)
La compagnie des Voies Ferrées Départementales du Midi reprend l'exploitation du réseau du Tarn en octobre 1933, sous la forme d'une régie départementale. Elle va tenter de moderniser l'exploitation au moyen d'autorails et va unifier le système d'attelage des matériels du groupe Sud avec les réseaux voisins (chemins de fer du Sud Ouest et VFDM T-HG (Toulouse Castres et Revel) à traction électrique.
En 1939, le groupe Nord est fermé en même temps que le T-HG. L'exploitation du groupe Sud sera assurée par les VFDM  jusqu'en 1953.

### Société auxiliaire pour les chemins de fer secondaires (SACFS)
La SACFS reprend le réseau le 1er janvier 1954 avec l'objectif de réduire les coûts d'exploitation. Elle modernise le matériel roulant en introduisant des autorails Billard et des locotracteurs diésel d'occasion, rachetés à des réseaux défunts. Cependant, le coefficient d'exploitation ne remonte pas et le département décide la suppression du réseau le 31 décembre 1962.

## Lignes
Les lignes sont les suivantes:
Groupe Nord
- Albi - Valence-d'Albigeois, (29 km), ouverture en 1906,
- Albi - Alban, (33 km), ouverture en 1909,

Groupe Sud
- Castres - Murat (75 km)
  - Castres - Vabre : ouverture le 1er juillet 1905[5],
  - Vabre - Pierre-Ségade: ouverture le 2 juin 1907,
  - Pierre-Ségade - Lacaune : ouverture  1910,
  - Lacaune - Murat: ouverture le 20 mars 1911,
- Castres - Brassac, (12 km), ouverture le 4 avril 1906,

## Matériel roulant

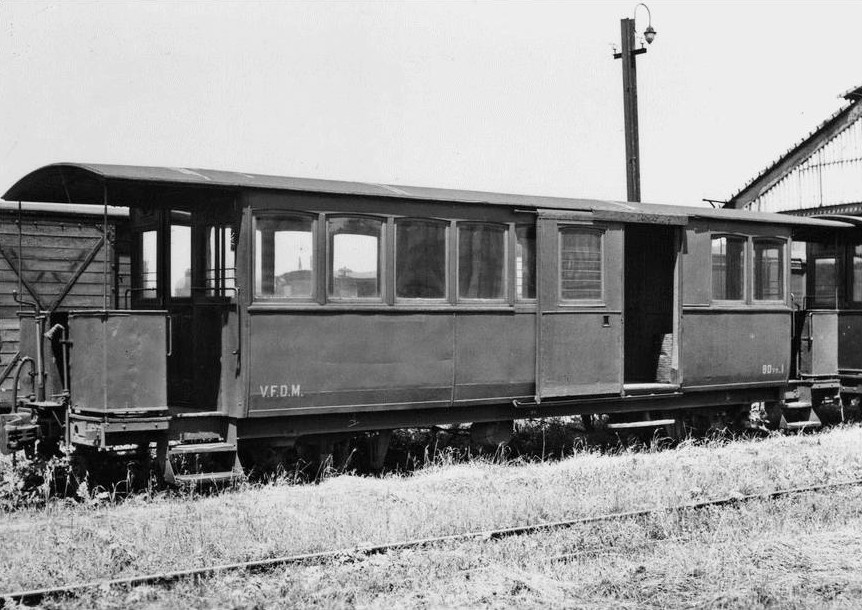
Voiture ABDp 1

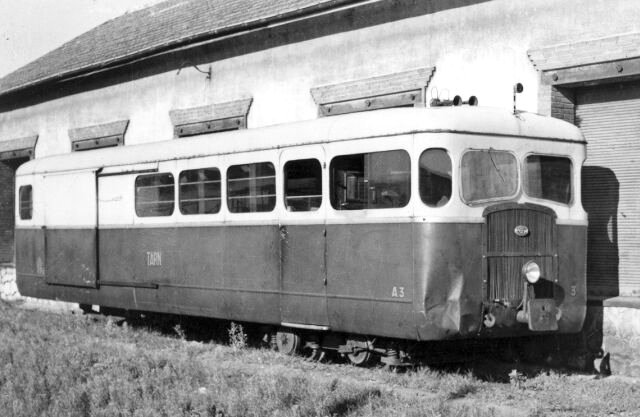
Autorail Verney A3.

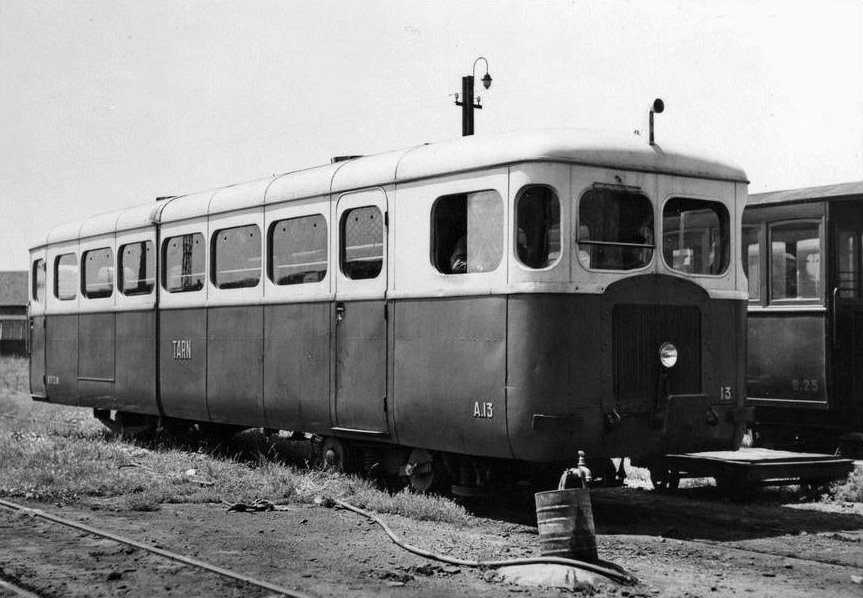
Autorail Verney A 13.

### Matériel d'origine
- Locomotives à vapeur :

No 1 à 7, type 130t, SACM, 1904, poids à vide 18 tonnes
No 11 à 17, type 130t, SACM, 1904, poids à vide 22 tonnes
- Voitures à voyageurs, à 2 essieux système de Rechter, plates-formes extrêmes ouvertes :

N° ABDP 1 à 9, 1re / 2de classe et compartiment fourgon
N° AB 10 à 14, 1re / 2de classe
N° B 20 à 29, 2de classe,
- Wagons de marchandises :

N° K 51-85, wagons couverts
N° U 101 à 145, wagons tombereaux
N° T 201-244, wagons plats

### Matériel complémentaire
Acquis en seconde main
en 1955 et 1958 deux locotracteurs type 030.
- LT1, construction CFD, ex-chemins de fer du Doubs n° 101,
- LT2, construction CFD, ex usines Solvay (Dombasle)[6]

plusieurs draisines.
Deux voitures et plusieurs wagons sont acquis à la fermeture
du réseau du Tarn et Haute Garonne.

#### Autorails
| Illustration | Modèle ou type   | N/O* | Nombre | Numéros | En service provenance si occasion | Hors service destination | Remarques |
| ------------ | ---------------- | ---- | ------ | ------- | --------------------------------- | ------------------------ | --------- |
|              | Billard A 80 D   | O    | 4      |         |                                   |                          |           |
|              | Billard A 150 D6 | O    | 2      |         | 1955 CGVFIL                       |                          |           |
|              | Renault RS       | N    | 3      |         | 1924 et 1927                      |                          |           |
|              | Verney           | N    | 8      |         | 1934 et 1938                      |                          |           |

* neuf ou d'occasion.

#### Remorques
| Illustration | Modèle ou type | N/O* | Nombre | Numéros | En service provenance si occasion | Hors service destination | Remarques |
| ------------ | -------------- | ---- | ------ | ------- | --------------------------------- | ------------------------ | --------- |
|              | Billard R 210  | O    | 3      |         | 1955 CGVFIL                       |                          |           |
|              | Billard R 210  | O    | 1      |         |                                   |                          |           |

* neuf ou d'occasion.

## Filmographie
- Albert Mahuzier réalise un film en 1941 : "Le Tortillard".